# Euhesma thala
Euhesma thala là một loài Hymenoptera trong họ Colletidae. Loài này được Exley mô tả khoa học năm 2002.